# Betty Williams

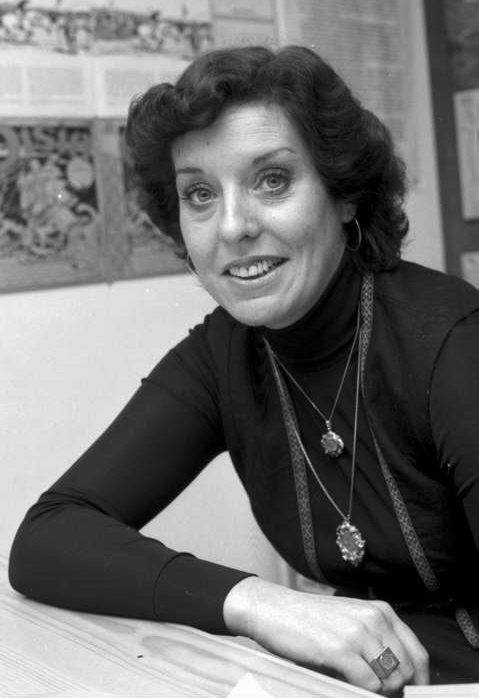
Betty Williams, 1978

Betty Williams (geborene Elisabeth Smyth; * 22. Mai 1943 in Belfast, Nordirland; † 17. März 2020 ebenda) war eine international tätige Friedensaktivistin. Für die Gründung der nordirischen Organisation Community of Peace People, die sich für den Frieden in Nordirland einsetzt, wurde ihr 1976 zusammen mit Mairead Corrigan der Friedensnobelpreis verliehen.

## Leben

### Kindheit, Jugend, Familie
Betty Williams wuchs in Belfast als Tochter eines protestantischen Vaters und einer katholischen Mutter (deren Vater Jude war) in einfachen Verhältnissen auf; ihr Vater arbeitete in einem Metzgerladen, ihre Mutter war Hausfrau. Sie selbst wurde katholisch erzogen und besuchte die katholische Grundschule St. Theresa’s und das St.-Dominic’s-Gymnasium in Belfast und absolvierte anschließend Kurse an einer Handelsschule. Als sie 14 Jahre alt war, erlitt ihre Mutter einen Schlaganfall und wurde zum Pflegefall; Betty war seitdem für die Erziehung ihrer fünf Jahre jüngeren Schwester mitverantwortlich.
Nach ihrer Ausbildung arbeitete Williams in diversen Jobs, nach eigenen Aussagen hielt es sie nie lange an einem Arbeitsplatz, sie wurde jedoch auch regelmäßig entlassen. Vor ihrem politischen Engagement arbeitete sie am Wochenende nachts als Kellnerin, werktags als Sekretärin („Mädchen für alles“) in einem Beratungsunternehmen.
Mit 18 Jahren heiratete sie 1961 den protestantischen Schiffsingenieur Ralph Williams, der von den Bermudas stammte. 1963 wurde ihr Sohn Paul, 1970 Tochter Deborah geboren. Williams war während ihrer Ehe stets berufstätig, „um klar im Kopf zu bleiben“.
Durch die interkonfessionelle Ehe ihrer Eltern war Betty Williams bereits früh sensibilisiert für die politischen Vorgänge in ihrem Land. Ihr protestantischer Großvater wurde in den 1940ern am Arbeitsplatz tätlich angegriffen und dauerhaft gemobbt, als die Eheschließung seines Sohnes mit einer Katholikin bekannt wurde. Zwei ihrer Cousins wurden in den 1970ern eher zufällig auf offener Straße getötet – der eine durch Protestanten, der andere durch die katholische IRA. Dennoch führte sie bis 1976 ein unpolitisches Leben.

### Gründung derCommunity of Peace People

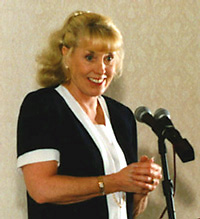
Betty Williams, 2005

Den Auslöser für ihr politisches Engagement bildeten Ereignisse am 10. August 1976: zwei IRA-Aktivisten versuchten in ihrem Auto dem Gegenfeuer britischer Soldaten zu entkommen, auf die sie vorher geschossen hatten; der Fahrer wurde am Steuer erschossen und sein Begleiter schwer verletzt. Das Auto erfasste eine Frau und ihre drei kleinen Kinder, darunter ein Baby. Die Mutter überlebte schwer verletzt, alle drei Kinder starben.
Betty Williams, die in dieser Straße im Belfaster Vorort Andersonstown lebte, hörte den Aufprall des Autos und wurde so Augenzeugin der Ereignisse. Geschockt und überwältigt fasste sie den unmittelbaren Entschluss, etwas gegen die alltägliche, sinnlose Gewalt zu unternehmen: Sie begann vor ihrer eigenen Tür und versuchte die Nachbarn aufzurütteln. Als die Medien über ihr Engagement berichteten und ihr Appell gegen die Gewalt und für Versöhnung zwei Tage nach dem Ereignis im Fernsehen ausgestrahlt wurde, wuchs innerhalb kürzester Zeit die Unterstützung, und es gab Friedensdemonstrationen mit (geschätzt) einer halben Million Menschen in ganz Großbritannien und Nordirland. Ihre ersten und engsten Mitstreiter waren Mairead Corrigan, die Tante der drei getöteten Kinder, und der Journalist Ciaran McKeown, der ihnen seine Hilfe anbot – die drei trafen sich auf der Beerdigung der drei Kinder. Am nächsten Tag versammelten sich auf einen Aufruf Williams und der von ihr gegründeten Gruppe Women for Peace hin bereits 10.000 Menschen zu Demonstrationen in Andersonstown.
Zu diesem Zeitpunkt befand sich der Nordirlandkonflikt in seinem siebten Jahr; rund 1600 Menschen hatten bereits ihr Leben verloren, es gab zwar einige kleinere Friedensbewegungen, die aber selten mehr als einige Tausend Menschen aktivieren konnten.
Einige Tage nach der Beerdigung trafen sich die zwei Frauen und Ciaran McKeown und verfassten die Declaration of Peace People, die aus wenigen, einprägsamen Formeln bestand:
- Wir wollen leben und lieben und eine gerechte und friedliche Gesellschaft aufbauen.
- Wir wollen für unsere Kinder, ebenso wie für uns selbst, zuhause, am Arbeits- und am Spielplatz, ein Leben voller Frieden und Freude.
- Wir erkennen an, dass der Aufbau eines solchen Lebens uns harte Arbeit und Mut abverlangt.
- Wir erkennen an, dass es viele Probleme in unserer Gesellschaft gibt, die Quellen von Konflikten und Gewalt sind.
- Wir erkennen an, dass jede einzelne Kugel, die abgefeuert wird, und jede explodierende Bombe diese Arbeit schwieriger macht.
- Wir lehnen die Bombe und die Kugel und alle Techniken der Gewalt ab.
- Wir verpflichten uns, mit unseren Nachbarn in Nah und Fern, Tag und Nacht am Aufbau dieser friedlichen Gesellschaft zu arbeiten, in der die Tragödien, wie wir sie kannten, eine böse Erinnerung und eine stetige Warnung sein werden.

Es folgte die so genannte Peace Rallye, in der überall in Nordirland Woche für Woche Friedensdemonstrationen stattfanden. Die Hauptaktivisten der Community of Peace People, zu der die Woman for peace geworden war, reisten dazu in Bussen von Stadt zu Stadt. Als Höhepunkt organisierten Betty Williams und ihre Mitstreiter im Oktober 1976 eine Aktion auf dem Trafalgar Square in London, an der auch die amerikanische Sängerin und Friedensaktivistin Joan Baez teilnahm. Durch das internationale Interesse konnte ein Betrag von fast 300.000 englischen Pfund gesammelt werden, mit denen der Bau eines Hauptquartiers, die Verbandszeitung Peace by Peace und einige Kommunalprojekte finanziert wurden. Williams und Corrigan reisten durch Europa, Australien und die USA, um ihre Ziele zu demonstrieren.
Im Oktober 1977 wurde den beiden Frauen für ihr Engagement für die Peace People der Friedensnobelpreis für das Jahr 1976 rückwirkend (1976 war der Preis zunächst nicht vergeben worden) zuerkannt, übergeben bekamen sie ihn im Dezember 1977. Betty Williams, die oft als die treibende Kraft der damaligen Bewegung gesehen wird, hielt stellvertretend für beide die Dankesrede. In ihr sagte sie:
Mitgefühl ist wichtiger als Intellekt, um die Liebe hervorzurufen, die die Friedensarbeit benötigt, und Intuition kann oftmals eine weit mächtigere Orientierungshilfe sein als kalte Vernunft. Wir müssen denken, hart nachdenken, aber wenn wir kein Mitgefühl haben, noch bevor wir überhaupt anfangen zu denken, werden wir den Kampf sehr wahrscheinlich nur über Theorien führen.

### Nach dem Nobelpreis
Die Verwendung des Preisgeldes von umgerechnet knapp 80.000 britischen Pfund sorgte für einigen Unmut innerhalb der Peace People: Statt wie angekündigt Projekte in Entwicklungsländern zu unterstützen oder es für Projekte der Organisation zu verwenden, behielten die Frauen auf Initiative von Betty Williams jeweils ihre Hälfte der Summe für sich. Williams erklärte 1986 in einem Interview, dass sie zu dieser Zeit vollständig mittellos gewesen sei und das Geld angesichts ihrer gescheiterten Ehe und dem zeitaufwendigen politischen Engagement dringend für ihren Lebensunterhalt gebraucht habe.
Für die Peace People war dies nur ein Aspekt aufkommender Konflikte: Finanzielle und persönliche Differenzen, Meinungsverschiedenheiten über die Ausrichtung der Organisation, aber auch die Emotionalität des Engagements führten Anfang 1980 zu einer Eskalation. Im Februar verließ Williams die Peace People im Streit.
Im Oktober 1982 emigrierte sie mit ihrem zweiten Ehemann James Perkins, einem Mineralölmanager, und ihrer Tochter Deborah nach Florida/USA. Dort begann sie, sich für internationale Friedensprojekte einzusetzen. So traf sie 1992 mit dem neu gewählten US-Präsidenten Bill Clinton und seinem Vize Al Gore zusammen, um ihnen die Situation in Burma und Osttimor zu schildern und amerikanisches Engagement zu fordern. In Texas wurde sie von der Gouverneurin in die Kinder- und Jugendkommission berufen. 1997 gründete Williams die Kinderrechtsorganisation World Centers of Compassion for Children International, in der sie den Vorsitz hatte (Stand 2005).
Williams war Mitglied des Ehrenrates der Universität für den Frieden der Vereinten Nationen (UPEACE) in Costa Rica und gehörte dem Präsidium des Instituts für Demokratie in Asien mit Sitz in Washington an, von wo aus sie ihren Einsatz für Burma koordinierte. Außerdem war sie Ehrenmitglied des Club of Budapest.
Für ihre Aktivitäten als „Friedenskämpferin“ erhielt Williams zahlreiche Auszeichnungen, so etwa den Martin Luther King, Jr. Award. 2002 lehrte sie an der Nova Southeastern University in Tampa, Florida.
Nach den Terroranschlägen des 11. September 2001 hielt sie an der Universität von Miami eine Vorlesung, in der sie ihr tiefes Entsetzen über die Ereignisse schilderte, ihre völlig unpazifistische spontane persönliche Reaktion zugab („Nuke them!“) – und anschließend ausführlich darlegte, warum die Reaktion keinesfalls gewaltsam sein dürfe und dass ein nachhaltiger Kampf gegen den Terrorismus nur mit friedlichen Mitteln geführt werden dürfe.
Im Jahr 2004 kehrte Betty Williams nach Nordirland zurück, wo sie bis zu ihrem Tod im März 2020 lebte.

## Ehrungen und Auszeichnungen

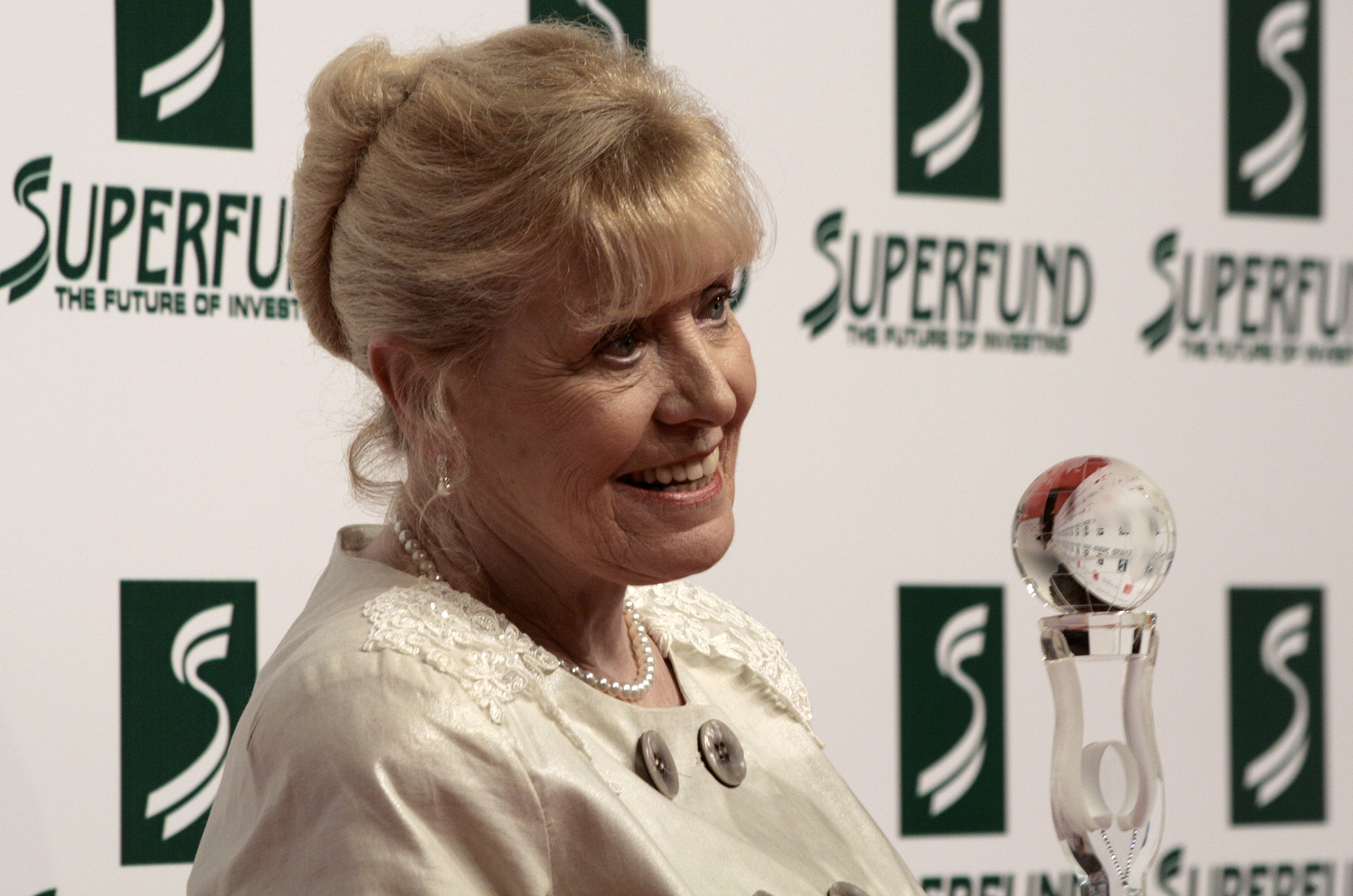
Betty Williams, Women’s World Awards 2009

- 1976 Carl-von-Ossietzky-Medaille der Internationalen Liga für Menschenrechte
- 1976/1977 Friedensnobelpreis[4]
- 1977 Ehrendoktorwürde der juristischen Fakultät der Universität Yale, USA
- Martin Luther King Jr. Award[4]
- 1984: „Eleanor Roosevelt Award“ und „Speaker of the Year“ der International Platform Association[5][6]
- 2009 Women’s World Awards: World Achievement Award